# Sandro Floris
Sandro Floris (ur. 12 czerwca 1965 w Cagliari) – włoski lekkoatleta specjalizujący się w krótkich biegach sprinterskich, dwukrotny uczestnik letnich igrzysk olimpijskich (Seul 1988, Atlanta 1996).

## Sukcesy sportowe
- mistrz Włoch w biegu na 100 metrów – 1994[1]
- mistrz Włoch w biegu na 200 metrów – 1989
- halowy mistrz Włoch w biegu na 200 metrów – 1992[2]

| Rok  | Miasto    | Zawody                     | Konkurencja                      | Wynik                     |
| ---- | --------- | -------------------------- | -------------------------------- | ------------------------- |
| 1987 | Latakia   | Igrzyska śródziemnomorskie | sztafeta 4 × 100 m               | złoty medal               |
| 1988 | Seul      | Igrzyska olimpijskie       | sztafeta 4 × 100 m               | 5. miejsce                |
| 1989 | Budapeszt | Halowe mistrzostwa świata  | bieg na 200 m                    | 4. miejsce                |
| 1989 | Haga      | Halowe mistrzostwa Europy  | bieg na 200 m                    | 5. miejsce                |
| 1990 | Glasgow   | Halowe mistrzostwa Europy  | bieg na 200 m                    | złoty medal               |
| 1990 | Split     | Mistrzostwa Europy         | sztafeta 4 × 100 m bieg na 200 m | brązowy medal 8. miejsce  |
| 1991 | Tokio     | Mistrzostwa świata         | sztafeta 4 × 100 m               | 5. miejsce                |
| 1991 | Ateny     | Igrzyska śródziemnomorskie | sztafeta 4 × 100 m bieg na 200 m | złoty medal brązowy medal |
| 1994 | Helsinki  | Mistrzostwa Europy         | sztafeta 4 × 100 m               | brązowy medal             |
| 1995 | Göteborg  | Mistrzostwa świata         | sztafeta 4 × 100 m               | brązowy medal             |
| 1997 | Bari      | Igrzyska śródziemnomorskie | sztafeta 4 × 100 m               | złoty medal               |
| 1998 | Budapeszt | Mistrzostwa Europy         | sztafeta 4 × 100 m               | 8. miejsce                |

## Rekordy życiowe
- bieg na 100 metrów – 10,36 – Nuoro 08/07/1994
- bieg na 200 metrów – 20,68 – Rzym 05/06/1996
- bieg na 200 metrów (hala) – 20,85 – Turyn 22/02/1989